# Original Single Kollektion
Original Single Kollektion – box set niemieckiego zespołu Rammstein wydany 23 marca 1999. Wydawnictwo zawiera sześć uprzednio wydanych singli oraz plakat.

## Zawartość

### Du riechst so gut
1. Du riechst so gut  (wersja z singla)  - 4:50
2. Wollt ihr das Bett in Flammen sehen?  (wersja z albumu)  - 5:19
3. Du riechst so gut  (remiks Project Pitchfork)  - 4:45

### Seemann
1. Seemann - 4:48
2. Der Meister - 4:10
3. Rammstein in the house  (remiks Timewritera(inne języki))  - 6:24

### Engel
1. Engel - 4:23
2. Sehnsucht - 4:02
3. Rammstein  (Eskimos & Egypt(inne języki) Radio Edit)  - 3:41
4. Rammstein  (Eskimos & Egypt Instrumental Edit)  - 3:27
5. Rammstein  (oryginalna wersja)  - 4:25

### Engel (Fan Edition)
1. Engel  (wersja rozszerzona)  - 4:34
2. Feuerräder  (wersja live 1994)  - 4:47
3. Wilder Wein  (wersja demo 1994)  - 5:41
4. Rammstein  (Eskimos & Egypt Instrumental)  - 3:27

### Du hast
1. Du hast  (wersja z singla)  - 3:54
2. Bück dich  (wersja z albumu)  - 3:21
3. Du hast  (Remiks Jacoba Hellnera)  - 6:44
4. Du hast  (Remiks Clawfinger)  - 5:24

### Das Modell
1. Das Modell - 4:46
2. Kokain - 3:09
3. Alter Mann  (wersja specjalna)  - 4:22
4. Rammstein (gra komputerowa)